# Aeroporto Internazionale di Giacarta-Soekarno-Hatta
L'Aeroporto Internazionale di Giacarta Soekarno-Hatta (IATA: CGK, ICAO: WIII)  è un aeroporto situato nei pressi di Giacarta, in Indonesia. L'aeroporto è intitolato al primo presidente dell'Indonesia Sukarno e al suo vice Mohammad Hatta.
E'stato l'hub della compagnia aerea Nurman Avia.

## Statistiche
Questo grafico non è disponibile a causa di un problema tecnico.
Si prega di non rimuoverlo.
Vedi la query Wikidata di origine.